# Mikołaj Osiński
Mikołaj Osiński herbu Radwan (ur. 28 listopada?/10 grudnia 1885 w Kijowie, zm. 18 września 1973 w Warszawie) – polski żeglarz, bojerowiec, nestor polskiego żeglarstwa, trener regatowy, działacz społeczny.

## Życiorys
Urodził się 10 grudnia 1885 w Kijowie, w rodzinie Józefa i Michaliny z Janiszewskich. Ukończył szkołę handlową w Kijowie i akademię wojskową w Czugujewie. Od 1909 był oficerem zawodowym wojska rosyjskiego. Uczestnik I wojny światowej, ranny. W latach 1919–1932 służył w Wojsku Polskim (major w stanie spoczynku).
Żeglowanie rozpoczął ok. 1900 na Dnieprze w okolicach Kijowa na własnoręcznie zbudowanym slupie gaflowym. W ciągu życia uprawiał zarówno żeglarstwo regatowe, turystyczne (śródlądowe i morskie) oraz bojerowe od 1903. Potem żeglował po Morzu Czarnym i Bałtyckim (także na bojerach). Po odzyskaniu przez Polskę niepodległości przyjechał do kraju i zajął się pracą szkoleniową wśród młodzieży, zarówno na morzu, jak i wodach śródlądowych. Uprawiał też żeglarstwo lodowe. W 1919 był jednym z pierwszych sportowców sekcji żeglarskiej Wojskowego Klubu Wioślarskiego. Członek założyciel Polskiego Związku Żeglarskiego.
Opracował i wydał pierwszy polski podręcznik bojerowy pt. Krótki podręcznik jachtingu lodowego, wydany powtórnie po II wojnie światowej pt. Żeglarstwo lodowe.
Po wojnie pozostawał w reaktywowanym Yacht Klubie Polski, żeglując do ostatnich lat życia na jachcie typu rambler. W 1969 wystartował na ostatnich swoich regatach na jeziorze Zegrzyńskim.
Został pochowany na cmentarzu Powązkowskim w Warszawie (kwatera 191-1-12).

## Publikacje
- Osiński M., Krótki podręcznik jachtingu lodowego. Warszawa: Główna Księgarnia Wojskowa, 1939.
- Osiński M., Żeglarstwo lodowe. Warszawa: Główny Komitet Kultury Fizycznej, 1951.

## Rodzina
Od 7 stycznia 1911 był mężem Henryki z Kossowskich (1893–1973) h. Dołęga. Mieli córkę Alinę po mężu Horodyska (ur. 1922).

## Ordery i odznaczenia[2]
- Złoty Krzyż Zasługi
- Medal Pamiątkowy za Wojnę 1918–1921
- Medal Dziesięciolecia Odzyskanej Niepodległości
- Brązowy Medal za Długoletnią Służbę